# Le Point d'interrogation (collection)
Pour les articles homonymes, voir ? (homonymie).
Le Point d’interrogation est une collection de littérature policière créée en 1932 aux éditions Pierre Lafitte (Hachette).

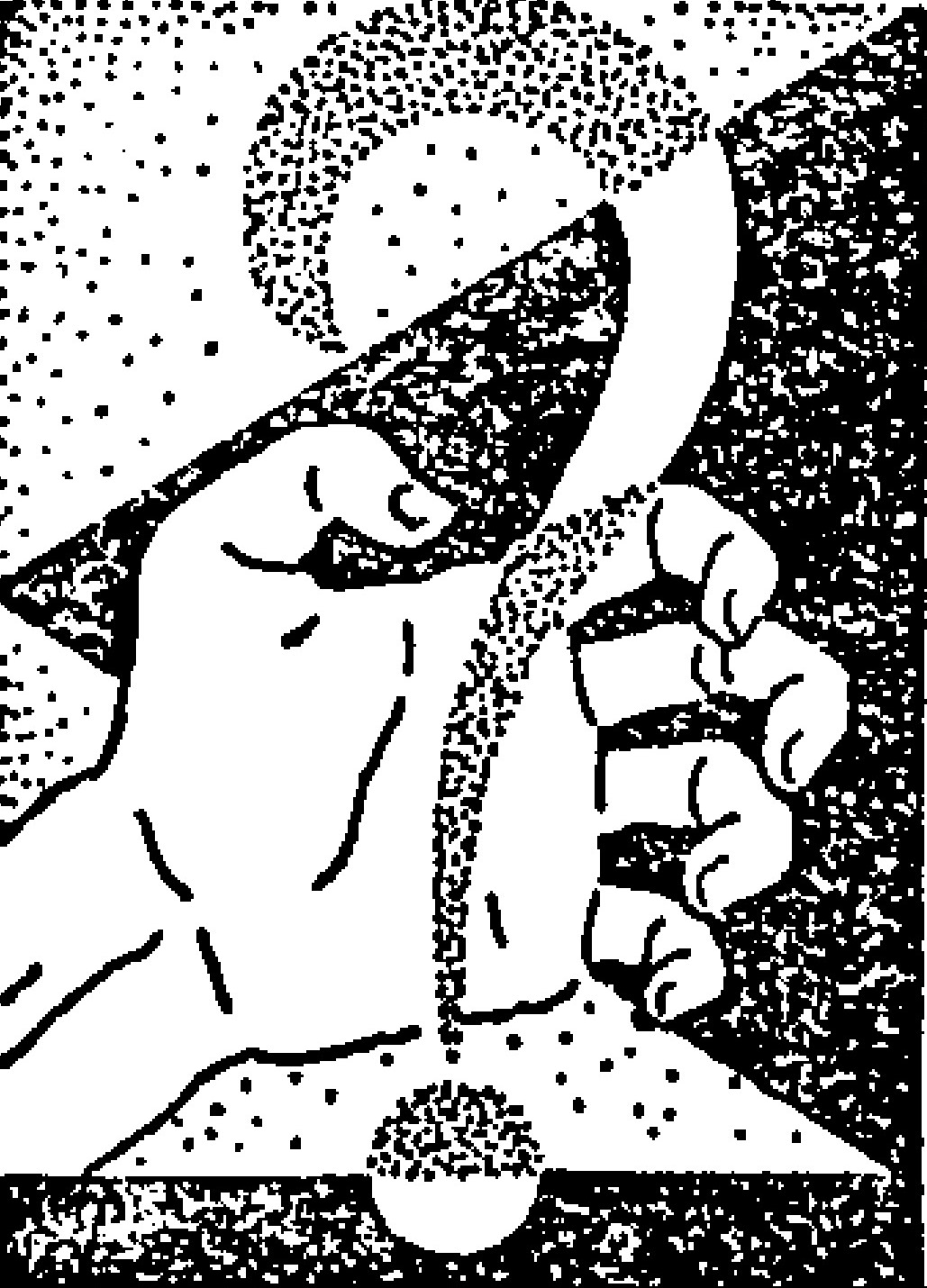
Logo de la collection

## Historique
Créée en 1932, cette « collection de romans d'aventures » — comme l'indique son sous-titre — comprend 45 titres dans le genre roman policier, principalement des œuvres de Maurice Leblanc et de Gaston Leroux. Elle s'arrête en 1937. Le prix de lancement de chaque ouvrage broché format 12,5 x 18 cm était de 3,95 francs — il passa à 4,95 francs quelques années plus tard, pour terminer à 5,65 fr. — et le tirage moyen de 40 000 exemplaires.
Certains titres sont en partie repris dans la collection L'Énigme à partir de 1940.
Les couvertures étaient illustrées entre autres par les frères André (1903-1975) et Maurice Harfort (1895-1973).
Une nouvelle série est parue de 1953 à 1965 : elle intégrait en temps réel les lauréats du prix du Quai des Orfèvres.

## Titres de la collection (série 1932-1937)
| N° | Auteur              | Titre                                                                        |
| -- | ------------------- | ---------------------------------------------------------------------------- |
| 1  | Leblanc, Maurice    | 813                                                                          |
| 2  | Leblanc, Maurice    | La Barre-y-va                                                                |
| 3  | Leroux, Gaston      | Le Mystère de la chambre jaune - 1re partie - Le Drame du Glandier           |
| 4  | Leroux, Gaston      | Le Mystère de la chambre jaune - 2e partie - Le Secret de Mlle Stangerson    |
| 5  | Pesloüan, Hervé de  | Ève Sernin, détective                                                        |
| 6  | Leblanc, Maurice    | Les Trois Crimes d'Arsène Lupin                                              |
| 7  | Leblanc, Maurice    | Arsène Lupin, gentleman cambrioleur                                          |
| 8  | Leblanc, Maurice    | Arsène Lupin contre Herlock Sholmès                                          |
| 9  | Leblanc, Maurice    | L'Aiguille creuse                                                            |
| 10 | Leroux, Gaston      | Le Parfum de la dame en noir - 1re partie - Le Fantôme vivant                |
| 11 | Leroux, Gaston      | Le Parfum de la dame en noir - 2e partie - La Presqu'île mystérieuse         |
| 12 | Leblanc, Maurice    | Les Huit coups de l'horloge                                                  |
| 13 | Leroux, Gaston      | Les Étranges Noces de Rouletabille - 1re partie - L'Incompréhensible Fiancée |
| 14 | Leblanc, Maurice    | Les Dents du tigre - 1re partie - Don Luis Perenna                           |
| 15 | Leroux, Gaston      | Les Étranges Noces de Rouletabille - 2e partie - Les mystères du Bosphore    |
| 16 | Leblanc, Maurice    | Les Dents du tigre - 2e partie - Le secret de Florence                       |
| 17 | Leblanc, Maurice    | Les Confidences d'Arsène Lupin                                               |
| 18 | Leroux, Gaston      | Rouletabille chez le Tsar - 1re partie - La Main mystérieuse                 |
| 19 | Leroux, Gaston      | Rouletabille chez le Tsar - 2e partie - Le secret de la nuit                 |
| 20 | Schisgall, Oscar    | Les Pigeons du Diable                                                        |
| 21 | Leblanc, Maurice    | Le Bouchon de cristal                                                        |
| 22 | Conan Doyle, Arthur | Le Chien des Baskerville                                                     |
| 23 | Leblanc, Maurice    | La Comtesse de Cagliostro                                                    |
| 24 | Leroux, Gaston      | Rouletabille chez Krupp                                                      |
| 25 | Leblanc, Maurice    | L'Agence Barnett et Cie                                                      |
| 26 | Leroux, Gaston      | Le Château noir - 1re partie - Le Cœur d'Ivana                               |
| 27 | Leroux, Gaston      | Le Château noir - 2e partie - Le Terrible Gaulow                             |
| 28 | Leblanc, Maurice    | La Demeure mystérieuse                                                       |
| 29 | Leblanc, Maurice    | Le Prince de Jéricho                                                         |
| 30 | Hope, Anthony       | Service de la Reine                                                          |
| 31 | Leblanc, Maurice    | La Demoiselle aux yeux verts                                                 |
| 32 | Conan Doyle, Arthur | Un Crime étrange                                                             |
| 33 | Leblanc, Maurice    | Victor, de la Brigade mondaine                                               |
| 34 | Leblanc, Maurice    | La Femme aux deux sourires                                                   |
| 35 | Conan Doyle, Arthur | La Marque des Quatre                                                         |
| 36 | Conan Doyle, Arthur | Le Drame du Korosko                                                          |
| 37 | Leblanc, Maurice    | La Robe d'écailles roses                                                     |
| 38 | Leblanc, Maurice    | Le Chapelet rouge                                                            |
| 39 | Leblanc, Maurice    | La Vie extravagante de Balthazar                                             |
| 40 | Leblanc, Maurice    | Les Trois Yeux                                                               |
| 41 | Leblanc, Maurice    | De Minuit à Sept heures                                                      |
| 42 | Leblanc, Maurice    | L'Éclat d'obus                                                               |
| 43 | Leblanc, Maurice    | La Cagliostro se venge                                                       |
| 44 | Leblanc, Maurice    | Dorothée, danseuse de corde                                                  |
| 45 | Leblanc, Maurice    | Le Formidable Événement                                                      |